# Hans Hegenscheidt
Hans Hegenscheidt (* 23. September 1903 in Essen; † 27. Mai 1947 in Landsberg) war SS-Unterscharführer und Mitglied der Wachmannschaft des Konzentrationslagers Mauthausen.

## Biografie
Hegenscheidt trat am 1. Oktober 1940 der SS bei, wurde Unterscharführer und arbeitete als Angestellter für die Lebensmittelversorgung in Mauthausen. Ab November 1943 war er im Depot für die Nahrungsmittelverteilung zuständig.
Nach Kriegsende wurde Hegenscheidt vor einem amerikanischen Militärgericht im Mauthausen-Hauptprozess, als Teil der Dachauer Prozesse, angeklagt. Er wurde beschuldigt, mehrfach Gefangene misshandelt zu haben. Zeugen berichteten, er habe bei der Suche nach geflohenen russischen Häftlingen von einer „Kaninchenjagd“ gesprochen. Ein weiterer Augenzeuge sagte aus, Hegenscheidt sei bei Exekutionen russischer Häftlinge zugegen gewesen, wobei die Gefangenen sich hätten komplett ausziehen müssen, um dann vor den Augen der nächsten Opfer getötet zu werden. Auch ein weiterer Zeuge bestätigte, Hegenscheidt bei Hinrichtungen gesehen zu haben.
Hegenscheidt widersprach den Beschuldigungen und gab an, stets ein freundschaftliches Verhältnis zu den Häftlingen unterhalten zu haben. Es stimme, dass er einmal Zeuge einer Exekution von acht Häftlingen gewesen sei. Dies wäre aber nicht freiwillig, sondern auf Befehl seines Vorgesetzten geschehen.
Das Gericht befand Hegenscheidt für schuldig und verurteilte ihn zum Tod durch den Strang. In der Urteilsbegründung hieß es, die Einrichtung und der Betrieb des KZ Mauthausens sei eine verbrecherische Tat gewesen. Jedem dort Tätigen sei es möglich gewesen, diesen verbrecherischen Charakter zu erkennen. Dem KZ-Personal seien insbesondere die zahlreichen Arten des Mordens durch Erschießen, Vergasen, Hängen, vorsätzlichen Hungertod und weitere Tötungsarten bekannt gewesen. Hegenscheidt wurde am 27. Mai 1947 im Kriegsverbrechergefängnis Landsberg hingerichtet.